# ヒット大作戦
『ヒット大作戦』（ヒットだいさくせん）は、1971年1月3日から1972年4月9日まで日本テレビで放送されていた歌謡バラエティ番組である。コーヒー振興会の単独提供。放送時間は毎週日曜 14:15 - 14:30 （日本標準時）。

## 概要
由美かおるが司会を務めていたディスクジョッキー形式の番組で、毎回2組から3組のゲスト歌手たちが持ち歌を披露していた。そして歌の合間にはゲームやクイズを行っていた。
この番組は、プロ野球中継（オープン戦や日本シリーズなど）やその他のスポーツ中継が行われる日には放送を休止していた。最終回は当初、1972年4月2日のプロ野球オープン戦中継の雨傘番組として編成されたが、当日のオープン戦は予定通りに行われたため、放送は翌週4月9日に順延。そして4月9日にもプロ野球公式戦の雨傘番組として編成されたが、当日の公式戦は中止になったため、本番組の最終回が放送された。